# منطقة بلشراغ
بلشراغ هي منطقة في الجزء الجنوبي من ولاية فارياب، في أفغانستان. المدينة الرئيسة، لبلشراغ، تقع في الشمال الغربي من المنطقة عند إحداثيات 35°50′19″N 65°13′51″E / 35.8386°N 65.2308°E.

## روابط خارجية
- خريطة مستوطنات AIMS، مايو 2002